# Giulio Campagnola
Giulio Campagnola (vers 1482 - vers 1515) est un graveur et peintre italien de la Première Renaissance, rattaché à l'école vénitienne. Renommées, ses rares gravures traduisent le travail d'Andrea Mantegna, Giorgione et Titien, en intégrant une nouvelle technique, le pointillé, dont le développement lui est attribué. Il est le père adoptif de Domenico Campagnola. 

## Biographie
Né à Padoue vers 1482, Giulio Campagnola est élevé dans cette ville, alors rattachée à la république de Venise, et où sont concentrées les écoles de formation, dont l'université de Padoue. Son père, Girolamo, est un écrivain érudit, un amateur d'art, appartenant à l'intelligentsia de la région et il éduque son fils dans la tradition humaniste. Le biographe Giorgio Vasari est le seul à mentionner Giulio comme élève du maître Francesco Squarcione, à la tête d'un gros atelier padouan très célèbre (Les Vies, II). 
Très jeune, il s'affirme comme doué pour la poésie, la musique, la peinture et la taille de pierre précieuse et une lettre envoyée à Andrea Mantegna, peintre officiel à la cour de Mantoue, révèle qu'il recherchait une situation en cette ville, à peine âgé de 15 ans. La date de son arrivée n'est pas connue, mais l'influence de Mantegna est évidente : on la trouve dans plusieurs gravures attribuées à Campagola et traduites de motifs mantegnesques, ainsi que dans des peintures qu'il avait l'art de copier avec exactitude,.
En 1499, son nom apparaît (brièvement) dans les comptes de la cour de Ferrare, autre pôle majeure de la gravure en Italie du Nord. Ensuite, nous n'avons aucun renseignement sur sa vie avant 1507, quand, depuis Padoue, l'artiste reçoit une commande de copie de peinture et l'exécution de trois gravures sur cuivre.  Il est alors établi à Venise. En témoignent sa gravure de L'Astrologue datée 1509 sur la plaque, laquelle est mentionnée un billet rédigé par Aldus Manutius en 1515, quand le maître-imprimeur lui réclame celle-ci, dans le but de concevoir de nouvelles fontes. Au même moment, Giulio devient l'ami de l'alchimiste Giovanni Aurelio Augurello. Décrivant dans Chrysopoeia (Venise, 1515) ses expériences menées à partir du pigment bleu obtenu artificiellement, Augurello cite Giulio (meus Iulius) comme quelqu'un s'intéressant de près à ses recherches sur la pierre philosophale.
On perd sa trace après 1515, mais une plaque gravée qu'il a laissée à moitié finie est complétée par son fils en 1517. Il est sans doute mort à Venise. Il avait adopté Domenico Campagnola, un orphelin d'origine allemande, vers 1512.
Les recherches sur sa vie sont encore en cours, mais s'il avait l'habitude de signer ses compositions dans la plaque, il ne les datait pas. Parfois, il signait « Antenoreus », du nom du sculpteur, qui, selon Virgile, aurait fondé Padoue.

## Œuvres

### Peintures
Giulio Campagnola fit essentiellement des copies de toiles de maîtres tels que Mantegna, Giorgione, Titien. Rien ne permet cependant de les lui attribuer avec certitude. En 1504, Pomponio Gaurico dans De sculptura rappelle qu'il aurait copié « Palladiam illam Mantenii nostri turbam » c'est-à-dire Le Parnasse de Mantegna. 

### Gravures

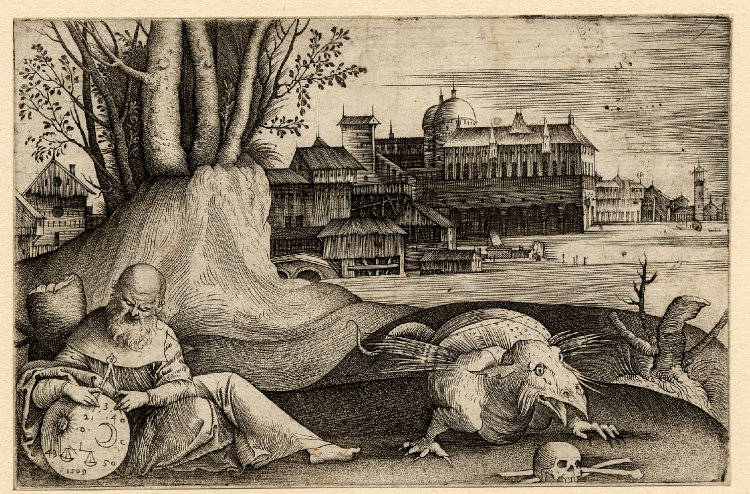
L'Astrologue (titre attribué).

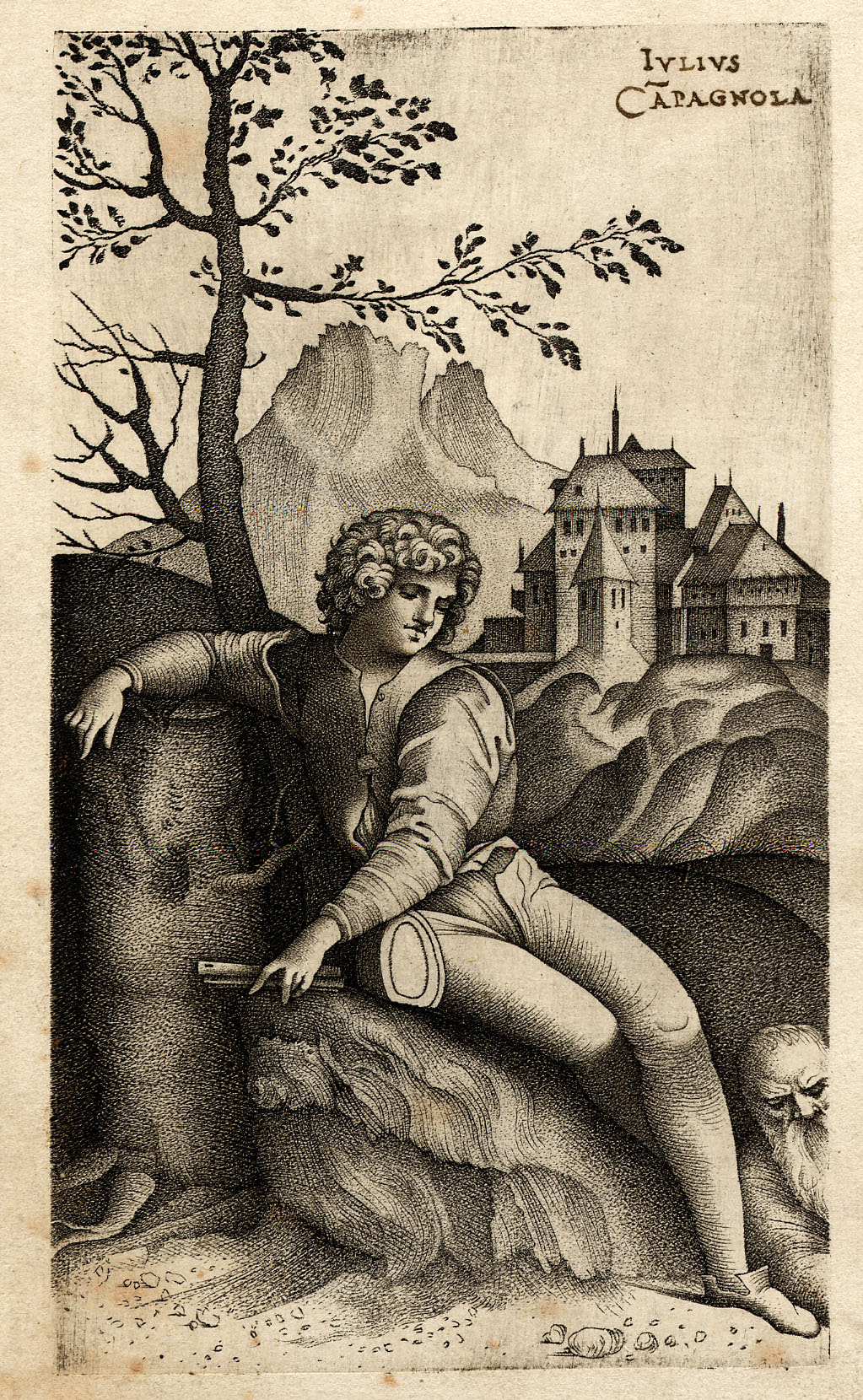
Le Jeune Berger, gravure au pointillé.

- Les Éléphants (vers 1497-1498), d'après Les Triomphes de César de Mantegna.
- L'Enlèvement de Ganymède (vers 1500-1503), gravure sur cuivre au burin.
- Les Porteurs de corselets, idem.
- L'Astrologue (vers 1509).
- Paysage avec deux hommes assis près d'un taillis (après 1510) d'après Giorgione (?), terminée par Domenico Campagnola, ancienne collection Everhard Jabach.
- Concert près d'un ruisseau (1515-1517), terminée par Domenico Campagnola.

Non datées :
- Deux Femmes nues, influencée par le style d'Albrecht Dürer.
- Ganymède porté par un oiseau
- Le Bambin et les trois chats
- Le Cerf au pied d'un arbre
- Vénus ou Femme nue allongée dans un paysage
- Le Jeune Berger
- La Nativité
- Le Vieux Berger
- Le Christ et la femme de Samarie